# Steven Schneider
Steven Jay Schneider (New York, 25 gennaio 1974) è un produttore cinematografico statunitense.

## Carriera
Oltre ad essere produttore di film, è anche autore di numerosi libri sull'argomento del cinema, offrendo in particolare approfondimenti e analisi su prodotti dell'orrore.
Per il 2011 è prevista l'uscita di altri film cui è produttore, The Tall Man, The Bay, Sacred Prey, Pawn Shop Chronicles, Area 51 e Paranormal Activity 3.

## Filmografia

### Produttore
- Paranormal Activity, regia di Oren Peli (2007)
- Paranormal Activity 2, regia di Tod Williams (2010)
- Insidious, regia di James Wan (2011)
- Paranormal Activity 3, regia di Ariel Schulman e Henry Joost (2011)
- L'altra faccia del diavolo (The Devil Inside), regia di William Brent Bell (2012)
- I bambini di Cold Rock (The Tall Man), regia di Pascal Laugier (2012)
- Le streghe di Salem (The Lords of Salem), regia di Rob Zombie (2012)
- The Bay, regia di Barry Levinson (2012)
- Paranormal Activity 4, regia di Ariel Schulman e Henry Joost (2012)
- Oltre i confini del male - Insidious 2 (Insidious: Chapter 2), regia di James Wan (2013)
- Pawn Shop Chronicles, regia di Wayne Kramer (2013)
- The Unspoken, regia di Sheldon Wilson (2015)
- Split, regia di M. Night Shyamalan (2016)
- Glass, regia di M. Night Shyamalan (2019)
- Pet Sematary, regia di Kevin Kölsch e Dennis Widmyer (2019)
- Old, regia di M. Night Shyamalan (2021)
- Bussano alla porta (Knock at the Cabin), regia di M. Night Shyamalan (2023)
- Trap, regia di M. Night Shyamalan (2024)